# Njesuthi
Njesuthi is een van de hoogste bergen van de Drakensbergen, Zuid-Afrika met een hoogte van 3,408 meter (11,181 ft).
Deze berg is gelegen op de grens van Lesotho en de Zuid-Afrikaanse provincie KwaZoeloe-Natal.
Op deze grens ligt ook de hogere Mafadipiek.